# Гілларі Ліндсі
Гілларі Лі Ліндсі, відома як Гілларі Ліндсі (англ. Hillary Lee Lindsey; Вашингтон, Джорджія, США) — американська автор пісень у стилі кантрі. Співпрацювала із багатьма виконавцями, включаючи Керрі Андервуд, Сару Еванс, Келлі Піклер, Lady Antebellum, Bon Jovi, Шакіру та Леді Ґаґу. У 2006 Ліндсі виграла нагороду Греммі у категорії Best Country Song за пісню Керрі Андервуд «Jesus, Take the Wheel», а у 2016 — за пісню гурту Little Big Town «Girl Crush». Ліндсі була співавтором восьми офіційно випущених пісень Керрі Андервуд та брала участь у записі заднього вокалу.

## Написані пісні
| Виконавець            | Назва                                         |
| --------------------- | --------------------------------------------- |
| Лорен Елейна          | "Tupelo"                                      |
| Лорен Елейна          | "Wildflower"                                  |
| Джейсон Альдін        | "Grown Woman" (дует із Мірандою Ламберт)      |
| Джейсон Альдін        | "Tryin' to Love Me"                           |
| Джейсон Альдін        | "Wheels Rollin'"                              |
| Гарі Аллан            | "Every Storm (Runs Out of Rain)"              |
| Кілсі Баллеріні       | "End of the World"                            |
| Кілсі Баллеріні       | "Legends"                                     |
| Кілсі Баллеріні       | "Unapologetically"                            |
| Діркс Бентлі          | "Bourbon in Kentucky"                         |
| Діркс Бентлі          | "Can't Be Replaced"                           |
| БоА                   | "Obsessed"                                    |
| Bon Jovi              | "Seat Next to You"                            |
| Мішелль Бранч         | "Crazy Ride"                                  |
| Мішелль Бранч         | "I Want Tears"                                |
| Мішелль Бранч         | "I'm Not That Strong"                         |
| Мішелль Бранч         | "Long Goodbye"                                |
| Мішелль Бранч         | "Sooner or Later"                             |
| Мішелль Бранч         | "Summertime"                                  |
| Мішелль Бранч         | "Through the Radio"                           |
| Кріс Брюер            | "Help Me Out of the Sewer"                    |
| Лі Брайс              | "Somebody's Been Drinking"                    |
| Кетрін Брітт          | "Dirt Cheap"                                  |
| Шеннон Браун          | "I Won't Lie"                                 |
| Люк Брайян            | "To the Moon and Back"                        |
| Caitlin & Will        | "Address in the Stars"                        |
| Carter's Chord        | "Young Love"                                  |
| Террі Кларк           | "Three Mississippi"                           |
| Майлі Сайрус          | "My Heart Beats for Love"                     |
| Майлі Сайрус          | "When I Look at You"                          |
| Ільзе ДеЛанге         | "I'm Not So Tough"                            |
| Мері Дігбі            | "Breathing Underwater"                        |
| Edens Edge            | "Feels So Real"                               |
| Edens Edge            | "Too Good to Be True"                         |
| Emerson Drive         | "That Kind of Beautiful"                      |
| Сара Еванс            | "As If"                                       |
| Сара Еванс            | "Backseat of a Greyhound Bus"                 |
| Сара Еванс            | "Big Cry"                                     |
| Сара Еванс            | "Four Thirty"                                 |
| Сара Еванс            | "A Little Bit Stronger"                       |
| Сара Еванс            | "Otis Redding"                                |
| Сара Еванс            | "Some Things Never Change"                    |
| Florida Georgia Line  | "God, Your Mama, and Me" (із Backstreet Boys) |
| Gloriana              | "Sunset Lovin"                                |
| Halestorm             | "Unapologetic"                                |
| Джессіка Харп         | "Good Enough for Me"                          |
| Фейт Хілл             | "Stronger"                                    |
| Фейт Хілл             | "This Is Me"                                  |
| Енріке Іглесіас       | "Only a Woman"                                |
| Керолайн Даун Джонсон | "Simple Life"                                 |
| Lady Antebellum       | "American Honey"                              |
| Lady Antebellum       | "Cold as Stone"                               |
| Lady Antebellum       | "Get To Me"                                   |
| Lady Antebellum       | "Long Teenage Goodbye"                        |
| Lady Antebellum       | "Nothin' Like the First Time"                 |
| Lady Antebellum       | "You Look Good"                               |
| Lady Gaga             | "A-Yo"                                        |
| Lady Gaga             | "Grigio Girls"                                |
| Lady Gaga             | "Million Reasons"                             |
| Аарон Лайнс           | "Waitin' on the Wonderful"                    |
| Ешлі Ліссет           | "Kill the Headlights"                         |
| Little Big Town       | "Girl Crush"                                  |
| Little Big Town       | "Kiss Goodbye"                                |
| Little Big Town       | "Pain Killer"                                 |
| Little Big Town       | "Save Your Sin"                               |
| Little Big Town       | "Shut Up Train"                               |
| Little Big Town       | "Sober"                                       |
| Little Big Town       | "Tumble and Fall"                             |
| Ліндсі Лоан           | "Very Last Moment In Time"                    |
| Мартіна Макбрайд      | "Blessed"                                     |
| Мартіна Макбрайд      | "This One's for the Girls"                    |
| Мартіна Макбрайд      | "You're Not Leaving Me"                       |
| Мінді МакКріді        | "Songs About You"                             |
| Тім Макгро            | "Shotgun Rider"                               |
| Кетрін МакФі          | "Say Goodbye"                                 |
| Міка                  | "Step With Me"                                |
| Кейсі Масгрейвс       | "Wonder Woman"                                |
| Nashville Cast        | "Change Your Mind"                            |
| Nashville Cast        | "Telescope" (із Гейден Панеттьєр)             |
| Хайді Ньюфілд         | "Cry Cry ('Til the Sun Shines)"               |
| Джеймі О'Ніл          | "God Don't Make Mistakes"                     |
| Тара Орам             | "538 Stars"                                   |
| Тара Орам             | "Pretty Red Dress"                            |
| Бред Пейслі           | "Oh Love" (дует із Керрі Андервуд)            |
| Гвінет Пелтроу        | "Coming Home"                                 |
| Карлі Пірс            | "Hide the Wine"                               |
| Карлі Пірс            | "Honeysuckle"                                 |
| Карлі Пірс            | "I Need a Ride Home"                          |
| Келлі Піклер          | "Girls Like Me"                               |
| Келлі Піклер          | "I Forgive You"                               |
| Рашель Проктор        | "Where I Belong"                              |
| Касседді Поуп         | "Champagne"                                   |
| Касседді Поуп         | "One Song Away"                               |
| Rascal Flatts         | "Help Me Remember"                            |
| Rascal Flatts         | "Unstoppable"                                 |
| Джулі Робертс         | "Men and Mascara"                             |
| Даріус Ракер Rucker   | "Low Country"                                 |
| Шакіра                | "Medicine" (із Блейком Шелтоном)              |
| Шакіра                | "Spotlight"                                   |
| Крістал Шаванда       | "Try"                                         |
| Sister Hazel          | "That Kind of Beautiful"                      |
| Мінді Сміт            | "Out Loud"                                    |
| Steel Magnolia        | "Last Night Again"                            |
| Steel Magnolia        | "Not Tonight"                                 |
| Тейлор Свіфт          | "Fearless"                                    |
| Джеймі Тейт           | "Love Looks Good on You"                      |
| Стівен Тайлер         | "It Ain't Easy"                               |
| Стівен Тайлер         | "Somebody New"                                |
| Стівен Тайлер         | "Sweet Louisiana"                             |
| Керрі Андервуд        | "Chaser"                                      |
| Керрі Андервуд        | "Church Bells"                                |
| Керрі Андервуд        | "Clock Don't Stop"                            |
| Керрі Андервуд        | "Cry Pretty"                                  |
| Керрі Андервуд        | "Dirty Laundry"                               |
| Керрі Андервуд        | "Do You Think About Me"                       |
| Керрі Андервуд        | "Forever Changed"                             |
| Керрі Андервуд        | "Get Out of this Town"                        |
| Керрі Андервуд        | "The Girl You Think I Am"                     |
| Керрі Андервуд        | "Good in Goodbye"                             |
| Керрі Андервуд        | "Jesus, Take the Wheel"                       |
| Керрі Андервуд        | "Just a Dream"                                |
| Керрі Андервуд        | "Keep Us Safe"                                |
| Керрі Андервуд        | "Last Name"                                   |
| Керрі Андервуд        | "Leave Love Alone"                            |
| Керрі Андервуд        | "Like I'll Never Love You Again"              |
| Керрі Андервуд        | "Little Girl Don't Grow Up Too Fast"          |
| Керрі Андервуд        | "Little Toy Guns"                             |
| Керрі Андервуд        | "Nobody Ever Told You"                        |
| Керрі Андервуд        | "Renegade Runaway"                            |
| Керрі Андервуд        | "See You Again"                               |
| Керрі Андервуд        | "Smoke Break"                                 |
| Керрі Андервуд        | "So Small"                                    |
| Керрі Андервуд        | "Someday When I Stop Loving You"              |
| Керрі Андервуд        | "Starts With Goodbye"                         |
| Керрі Андервуд        | "Thank God for Hometowns"                     |
| Керрі Андервуд        | "There's a Place for Us"                      |
| Керрі Андервуд        | "This Time"                                   |
| Керрі Андервуд        | "Twisted"                                     |
| Керрі Андервуд        | "Two Black Cadillacs"                         |
| Керрі Андервуд        | "Unapologize"                                 |
| Керрі Андервуд        | "Wasted"                                      |
| Керрі Андервуд        | "What I Never Knew I Always Wanted"           |
| Керрі Андервуд        | "Wheel of the World"                          |
| Кіт Урбан             | "Blue Ain't Your Color"                       |
| Кіт Урбан             | "God Made Woman"                              |
| Кіт Урбан             | "This Is Me"                                  |
| Ронда Вінсент         | "I've Forgotten You"                          |
| Мішелль Райт          | "I've Forgotten You"                          |
| Тріша Йєрвуд          | "The Good Stuff"                              |
| Джесс Москалуке       | "Lightning Bolt"                              |

## Нагороди та номінації
| Рік  | Нагорода                      | Категорія                              | Предмет номінації                                               | Результат    |
| ---- | ----------------------------- | -------------------------------------- | --------------------------------------------------------------- | ------------ |
| 2006 | Academy of Country Music      | Song of the Year                       | Jesus, Take the Wheel (із Gordie Sampson та Brett James)        | Перемога     |
| 2006 | Canadian Country Music Awards | SOCAN Song of the Year                 | Jesus, Take the Wheel (із Gordie Sampson та Brett James)        | Перемога     |
| 2006 | Gospel Music Association      | Country Song of the Year               | Jesus, Take the Wheel (із Gordie Sampson та Brett James)        | Перемога     |
| 2007 | Grammy Awards                 | Best Country Song                      | Jesus, Take the Wheel (із Gordie Sampson та Brett James)        | Перемога     |
| 2007 | Grammy Awards                 | Премія «Греммі» за найкращу пісню року | Jesus, Take the Wheel (із Gordie Sampson та Brett James)        | Номінація    |
| 2015 | Country Music Association     | Song of the Year                       | Girl Crush (із Ліз Роуз та Lori McKenna)                        | Перемога     |
| 2016 | Grammy Awards                 | Премія «Греммі» за найкращу пісню року | Girl Crush (із Ліз Роуз та Lori McKenna)                        | Номінація    |
| 2016 | Grammy Awards                 | Best Country Song                      | Girl Crush (із Ліз Роуз та Lori McKenna)                        | Перемога     |
| 2016 | Academy of Country Music      | Song of the Year                       | Girl Crush (із Ліз Роуз та Lori McKenna)                        | Номінація    |
| 2017 | Grammy Awards                 | Best Country Song                      | Blue Ain't Your Color (із Steven Lee Olsen та Clint Langenberg) | Номінація    |
| 2017 | Academy of Country Music      | Song of the Year                       | Blue Ain't Your Color                                           | Номінація    |
| 2017 | Academy of Country Music      | Songwriter of the Year                 | Herself                                                         | Номінація    |
| 2018 | Academy of Country Music      | Songwriter of the Year                 | Herself                                                         | В очікуванні |